# Mąkoszyce (województwo wielkopolskie)
Mąkoszyce (niem. Mangschütz) – wieś w Polsce położona w województwie wielkopolskim, w powiecie ostrzeszowskim, w gminie Kobyla Góra.
| SIMC    | Nazwa         | Rodzaj    |
| ------- | ------------- | --------- |
| 0200242 | Frużów        | część wsi |
| 0200259 | Kamionka      | część wsi |
| 0200265 | Piaski        | część wsi |
| 0200271 | Stary Folwark | część wsi |

W latach 1954–1968 wieś należała i była siedzibą władz gromady Mąkoszyce, po jej zniesieniu w gromadzie Kobylagóra. W latach 1975–1998 miejscowość administracyjnie należała do województwa kaliskiego.

## Historia
Położona 8 km od Sycowa wieś dzieliła przez wieki losy Ziemi Sycowskiej, stanowiącej północno-wschodnie rubieże Dolnego Śląska i cechującej się specyficznym, polsko-niemieckim charakterem kulturowym. Po ostatecznym odpadnięciu Śląska od państwa polskiego w XIV w. granica między Śląskiem a Wielkopolską ustaliła się w odległości zaledwie 1 km na północny wschód od Mąkoszyc. W 1489 r. miejscowość weszła w skład sycowskiego Wolnego Państwa Stanowego, w ramach którego znajdowała się kolejno pod zwierzchnością Czech, Austrii (od 1526 r.) oraz Prus (od 1741 r.). W 1920 r. Mąkoszyce znalazły się na obszarze niewielkiego terytorium Dolnego Śląska, który Traktat Wersalski przyznał Polsce ze względu na skład etniczny. Do 1939 r. granica polsko-niemiecka przebiegała 4 km na zachód od wsi.
- 12.02.1297 – lokacja wsi
- od XIV w. – zwierzchnictwo czeskie
- od 1526 – zwierzchnictwo austriackie
- od 1741 – wieś częścią Królestwa Prus
- 1800 – sprzedaż kościoła
- 15.01.1919 – morderstwo ks. Rudy
- 1920 – wieś częścią Rzeczypospolitej Polskiej
- 1933 – budowa nowego kościoła
- 21.01.1945 – wieś zajęta przez wojska radzieckie
- 1962 – elektryfikacja
- 1999 – budowa kaplicy
- 2005 – doprowadzenie internetu

## Zabytki
- Kościół – wzniesiony w 1933 r. w stylu neobarokowym
- Cmentarz ewangelicki – XIX-wieczny, zaniedbany i zniszczony, ślad dawnego mieszanego charakteru etnicznego wsi; daty na nagrobkach sięgają drugiej połowy XIX w.
- Pomnik ks. Wincentego Rudy – napis na pomniku informuje, że ksiądz został zamordowany przez Grenzschutz – Niemiecką Straż Graniczną. Pomnik stoi w lesie przy drodze wychodzącej z Mąkoszyc w kierunku Marcinek. Wincenty Ruda opiekował się kościołem w Marcinkach w latach 1915-1919. Był orędownikiem niepodległej Polski.